# Those Boys!
Pour plus de détails, voir Fiche technique et Distribution.
Those Boys! est un film muet américain réalisé par D. W. Griffith, sorti en 1909.

## Synopsis
Une arme à feu est laissée à proximité d'enfants.

## Fiche technique
- Titre : Those Boys!
- Réalisation et scénario : D. W. Griffith
- Société de production et de distribution : American Mutoscope and Biograph Company[1]
- Photographie : Arthur Marvin et G. W. Bitzer
- Pays de production :  États-Unis
- Format[2] : Noir et blanc - Muet - 1,33:1 ou 1,37:1[3] - 35 mm[3],[4]
- Longueur de pellicule : 342 pieds (104 mètres[4])
- Durée : 4 minutes (à 16 images par seconde)[2]
- Date de sortie : 18 janvier 1909

## Distribution
Les noms des personnages proviennent de l'Internet Movie Database.
- Linda Arvidson : une des filles
- Florence Lawrence : la domestique
- Clara T. Bracy
- Anita Hendrie : la mère[3],[5]
- Dorothy West : une des filles[3],[5]

## Autour du film
Les scènes du film ont été tournées le 5 janvier 1909 dans le studio de la Biograph à New York.
À sa sortie, le film a été présenté sur la même bobine que The Criminal Hypnotist.